# 王掞
王掞（1645年—1728年），字藻儒，號顓庵，江南太倉州（今江蘇太倉市）人，清朝官員，官至文淵閣大學士。明首輔王錫爵曾孫。畫家王時敏之子。

## 生平

### 入仕
康熙九年（1670年）甲戌科進士，選庶吉士，授編修，深得掌院學士熊賜履器重。遷左贊善，充任日講起居注官。因病休養八年，起為右贊善。後出督浙江學政，革除積弊，提拔才俊。累遷侍讀學士。康熙三十年（1691年），破格提拔為內閣學士。康熙三十三年（1694年）遷戶部侍郎，直經筵講席。康熙三十八年（1699年）調吏部，整頓弊政，偕同尚書范承勛、王鴻緒督修高家堰河工。

### 位極人臣
康熙四十三年（1704年），王掞升任刑部尚書。歷官工部、兵部、禮部尚書。康熙五十一年（1712年），授文淵閣大學士，兼禮部尚書，仍直經筵。次年，主持會試。

### 立儲風波
當時聖祖年事已高，皇太子允礽已廢，皇儲未定。王掞年愈古稀，自以屢受國恩，又念及曾祖王錫爵在明神宗時曾因力主建儲而蒙受駡名，遂欲承祖之志。於康熙五十六年（1717年）密奏請求聖祖立儲。疏上之後，留中不發。同年冬，御史陳嘉猷等八人又論及此事，聖祖不悅，於是將御史奏本連同王掞一併發往內閣，下令懲處。與王掞不和者趁機擬定嚴懲，王掞在宮門之外不敢入朝。聖祖環顧左右，問道：「王掞何在？」李光地答其在宮門待罪。聖祖稱王掞言之有理，只是不應令御史同奏，效仿晚明惡習，不應擬重罪，并召其面見。王掞聞命連忙進入，免冠謝罪。聖祖招其跪在御榻之前，秘語良久，內容不為人知。
康熙六十年（1721年）春，王掞再次疏論前事，請求釋放二阿哥允礽，言辭激切。隨後，御史陶彝等十二人又連名入奏。聖祖懷疑是王掞授意，大怒，召諸王大臣，降旨譴責王掞培植黨羽，并斥其欲效仿祖父，以自己爲明神宗。聖祖命王大臣傳旨詰問王掞，語中已見殺心。滿朝文武皆失色，無人敢準備筆硯。王掞在宮門石階裁紙，以唾濡墨，上奏道：「臣伏見宋仁宗為一代賢君，而晚年立儲猶豫，其時名臣如范鎮、包拯等，皆交章切諫，鬚髮為白。臣愚，信書太篤，妄思效法古人，實未嘗妄嗾台臣共為此奏。」五日之後，聖祖下詔，暫緩議罪，與諸位御史發往西部邊陲軍前效力。因王掞年老，責成其子王奕清代為前往，為父贖罪。此前，王掞曾密奏請求減免蘇州、松江額外稅款，留中已久。此次聖祖索性將兩疏一併擲還。

### 晚景
同年冬，聖祖從熱河返回京師。王掞在石槽迎駕。聖祖遠遠望見，特派太監慰問。康熙六十一年（1722年）元旦，群臣上表恭賀，未列王掞之名。聖祖發表，命添加其名，再爲進承。次日，聖祖在太和殿賜宴，再於西暖閣召見王掞，賜坐并慰諭有加。不久，王掞官復原職，視事如故。
不过近年有学者指出作为汉大臣的王掞在康熙驾崩、雍正登基之际，因年老和紧张，把要传皇位给“第四子胤禛”误听误记成“十四子胤祯”，不光导致后来王掞在雍正统治期间下场不太好，而且连累到其子，其误听误记遗诏的情节成了日后民间流传雍正篡改遗诏登基的起源；尤其朝鲜著名学者朴趾源在其所著《热河日记》第55卷有提到——

...及康熙大渐，汉阁老王掞同承顾命，误认禛字为祯字，第四为十四。掞被罪，而允祯为逆魁，改祯为禵。
雍正元年（1723年），以年老乞休，世宗降旨褒獎，命以原官致仕，仍留在京師擔任顧問。雍正三年（1725年），世宗以王掞自稱曾在聖祖前奏免蘇、松稅款，但宮中並無此奏為由，譴責王掞借此事沽名釣譽，又追究二子王奕清、王奕鴻諂附年羹堯，將二人發往軍前效力。雍正六年（1728年），王掞病卒，享年八十四歲。乾隆二年（1736年），王奕清方敢在朝中奏請撫恤，高宗命按制賜祭葬。

## 家族
兄弟有进士王揆、王撰等。夫人為大學士宋德宜女。子有进士王奕清、王奕鴻。侄子有清代四王之王原祁、武清知县王原博。侄孙是举人官成都知府王瞻，乃江南蒋氏望族云贵总督蒋陈锡女婿，王瞻其女嫁大臣张鹏翮之孙张勤宠。

## 延伸阅读
[在维基数据编辑]
 《清史稿/卷268》
 《清史稿·卷286》，出自趙爾巽《清史稿》
 在维基共享资源阅览影像